# Chtchoukinskaïa (métro de Moscou)
Chtchoukinskaïa (en russe : Щу́кинская et en anglais : Shchukinskaya) est une station de la ligne Tagansko-Krasnopresnenskaïa (ligne 7 mauve) du métro de Moscou, située sur le territoire du raïon Chtchoukino dans le district administratif nord-ouest de Moscou.

## Situation sur le réseau
Établie en souterrain, à 13 mètres sous le niveau du sol, la station Chtchoukinskaïa est située au point 0136+50 de la ligne Tagansko-Krasnopresnenskaïa (ligne 7 mauve), entre les stations Spartak (en direction de Planernaïa) et Oktiabrskoïe Pole (en direction de Kotelniki).